# Aske Andrésen
Aske Leth Andrésen (født 16. juli 2005) er en dansk professionel fodboldspiller, der spiller som målmand for den danske Superliga- klub Silkeborg IF.

## Karriere

### Silkeborg
Andrésen kom til Silkeborg IF fra Ry Fodbold som U13-spiller. Han arbejdede sig op gennem ungdomsrækkerne og den 24. oktober 2021 blev 16-årige Andrésen indkaldt til sin første professionelle kamp; en Superligakamp mod OB. Han blev dog på bænken hele kampen. Andrésen fik sin officielle debut 2. oktober 2022 mod AC Horsens, efter at førstemålmand, Nicolai Larsen, blev skadet kort før pausen. 17-årige Andrésen blev den yngste målmand nogensinde i Superliga- historien.